# Хлопичі
Хлопичі, або Хлопиці (пол. Chłopice) — село в Польщі, у центр однойменної гміни Ярославського повіту Підкарпатського воєводства. Населення — 955 осіб (2011).

## Назва
Ян Длугош згадує село «Хлопиче», очевидно, користуючись давньоруськими документами і читаючи в назві останню літеру «Ѣ» відповідно до польського прочитання як «е», хоча українці читали її як «і» та вживали в такій вимові (Іван Огієнко). Надалі польська влада спольщила назву на «Хлопіце», хоча українці продовжували називати село Хлопичами.[джерело?]

## Історія
Перші наявні документи про село датовані 1435 і 1444 роками. Після анексії Галичини Польщею була почата колоніальна політика латинізації і полонізації українських земель.
У 1975—1998 роках село належало до Перемишльського воєводства.

## Релігія
За давніми переказами вже в середині XIV ст. в селі стояла дерев'яна церква, зруйнована коло 1550 р., а в 1490 р. Михайло Корнякт збудував каплицю. Наступну дерев'яну каплицю звели у 1688 р. коштом короля Яна ІІІ Собеського. Церкву в селі збудували коштом Софії Римовської з Марковських у 1761 р. на місці попередньої каплиці. У 1763 р. церкву освятив перемиський унійний єпископ Атаназій Шептицький. Однак уже 23 грудня 1788 р. австрійський уряд забрав церкву під костел, хоча короткочасно в 1868—1875 р. вона служила церквою. В костелі збереглося оригінальне внутрішнє церковне облаштування XVIII ст. з наступними нашаруваннями — поліхромія у візантійському стилі (реставрована краківськими реставраторами в 1958—1960 і 1998—2000 роках), внутрішнє оздоблення у стилі бароко, кілька ікон XIX ст. (ймовірно, 1868—1875 р.). Однак немає вже ікони «Мадонни» з 1490 р. — її викрали в 1992 р., наявна тільки копія.
Позбавлені церкви, українці остаточно латинізувалися (на 1830 рік залишилося тільки 6 греко-католиків, які належали до парохії Боратин) і спольщились.

## Демографія
Демографічна структура станом на 31 березня 2011 року:
|          | Загалом | Допрацездатний вік | Працездатний вік | Постпрацездатний вік |
| -------- | ------- | ------------------ | ---------------- | -------------------- |
| Чоловіки | 470     | 100                | 324              | 46                   |
| Жінки    | 485     | 86                 | 292              | 107                  |
| Разом    | 955     | 186                | 616              | 153                  |